# Edmond Guibord
Edmond Guibord, né le 17 septembre 1894 à Montréal et mort le 16 décembre 1971 à Saint-Lambert, est un homme politique québécois.